# Bartholomäus Bausner (lelkész)
Bartholomäus Bausner, magyaros írásmóddal Bausner Bertalan (?–Szászorbó, 1728) erdélyi szász evangélikus lelkész.
Az azonos nevű evangélikus püspök idősebbik fia volt. Szászorbón szolgált evangélikus lelkészként. Az alábbi műve Wittenbergben jelent meg.
Lotio manuum disquisitione historica ad factum Pontii Pilati recensita. Vittebergae, 1689.